# AJ Auxerre
Association de la Jeunesse Auxerroise, krajše AJ Auxerre, je francoski nogometni klub, ki je bil ustanovljen leta 1905 in izvira iz mesta Auxerre v Burgundiji. Domači stadion kluba je Stade l'Abbé-Deschamps na bregu reke Yonne in ima kapaciteto 23.467 gledalcev (22.000 sedežev).

## Zgodovina
Auxerre je eden najboljših klubov, ki izvirajo iz mesta z manj kot 40.000 prebivalci.
Eric Cantona je o klubu nekoč rekel: »Francija si ne zasluži Auxerra, zaslužila bi si ga le Anglija«

## Dosežki
- Prvak Ligue 1: 1995-96
- Prvak Ligue 2: 1979-80
- Francoski nogometni pokal: 1993-94, 1995-96, 2002-03, 2004-05
- Finalist francoskega nogometnega pokala: 1978-79[2]
- Zmagovalec pokala Intertoto: 1997, 2006

## Trenerji
- Glavni trener:  Laurent Fournier
- Pomočnik trenerja:  Alain Fiard
- Trener vratarjev:  Xavier Poitrinal
- Kuhar:  Bernard David
- Športni direktor:  Christophe Grosso
- Fizioterapevt:  Guillaume Colin
- Zdravnik:  François Darras
- Zdravnik:  Mathieu Debain
- Zdravnik:  Didier Laurens
- Zdravnik:  Rudy Slepko
- Trener Equipe C:  Claude Barret
- Trener U-18:  Jérémy Spender
- Trener E-Youth:  Zbigniew Szlykowicz
- Trener D-Youth:  Mario Zaccardi

## Znani igralci
Anketa je bila izvedena med navijači, ki so izbrali najboljšo ekipo Auxerra vseh časov
- Bruno Martini
- Laurent Blanc
- Basile Boli
- Philippe Mexès
- Jean-Alain Boumsong
- Vincenzo Scifo
- Corentin Martins
- Yann Lachuer
- Djibril Cissé
- Eric Cantona
- Andrzej Szarmach

## Trenerji
- Pierre Grosjean :1946-1947
- J. Pastel :1947-1948
- Jacques Boulard in Bruneau: 1948-1950
- Georges Hatz : 1950-1952
- Marc Olivier : 1952-1953
- M. Pignault: 1953-1955
- Pierre Meunier : 1955-1956
- Jacques Boulard : 1956-1958
- J. Helmann: 1958-1959
- Christian Di Orio : 1959-1961
- Guy Roux : 1961-1962
- Jacques Chevalier: 1962-1964 (Guy Roux je bil na vojaškem roku)
- Guy Roux : 1964-2000
- Daniel Rolland : 2000-2001
- Guy Roux : 2001-2005 (od novembra 2001 do januarja 2002 je klub vodil Alain Fiard, Guy Roux je bil na operaciji)
- Jacques Santini : 2005-2006
- Jean Fernandez : 2006-2011[4]
- Laurent Fournier : 2011-